# Полтавщина (УНР)
Полтавщина — земля Української Народної Республіки. Адміністративно-територіальна одиниця найвищого рівня. Земський центр — місто Полтава.
Заснована 6 березня 1918 року згідно з Законом «Про адміністративно-територіальний поділ України», що був ухвалений Українською Центральною Радою. Скасована 29 квітня 1918 року гетьманом України Павлом Скоропадським, що повернув старий губернський поділ часів Російської імперії.

## Опис
До землі мали увійти:
- з Полтавської губернії — Зіньківський повіт, Полтавський повіт, Костянтиноградський повіт, частини Миргородського та Хорольського,
- з Харківської губернії — частини Валківського, Охтирського та Богодухівського повітів.